# 三齿烛光鱼
三齿烛光鱼（学名：Polyipnus tridentifer）为褶胸鱼科烛光鱼属的鱼类，俗名丰年狗母。分布于西太平洋菲律宾、日本、澳大利亚等邻近水域以及南海等海域，棲息深度640-825公尺，體長可達7.2公分。

## 扩展阅读
維基物種上的相關：三齿烛光鱼